# Aber-porth
Aber-porth, en anglès Aberporth, és un poblet del comtat gal·lès de Ceredigion a 119 km de Cardiff i a 193 km de Londres. El 2011 la població era de 6.047 habitants, dels quals 1.910 (31,6%) parlaven gal·lès.